# Abū Righāl
Abū Righāl (arabisch أبو رغال, DMG Abū Riġāl) ist eine mystische Figur der vorislamischen Geschichte.

## Legenden
Die beiden Erzählungen und Legenden über Abū Righāl unterscheiden sich signifikant. Die eine berichtet darüber, dass er der Strafe, die dem Volk des Propheten Sālih zuteilwurde, nur deshalb entkam, weil er sich zu dieser Zeit in der Stadt Mekka aufhielt; als er diese jedoch verließ, holte ihn die Strafe ein und er starb. Diese Form der Erzählung findet sich in ihrer einfachsten Form zum Beispiel bei at-Tabarī und Ahmad ibn Hanbal.
Manche Erzählungen deuten darauf hin, dass er ein Diener dieses Propheten gewesen sei, der von diesem ausgesendet wurde, um die Armensteuer einzusammeln, dann jedoch wegen seiner Ungerechtigkeit getötet wurde. Der Prophet Muhammad soll seine Gefährten auf das Grabmal Abū Righāls aufmerksam gemacht haben, der zusammen mit einem goldenen Zweig begraben wurde, und die folgende Überlieferung erzählt haben:
Diese legt das Leben Abū Righāls in die Zeit der Expedition Abrahas und macht ihn zu einem Führer, der den aksumitischen König zur Stadt Mekka führen sollte. Ersterer verstarb jedoch kurz vor seinem Ziel im Tal al-Mughammas von Mekka. Ein in diesem Ort befindliches Grab wurde als das Grab Abū Righāls identifiziert, das die Araber zu steinigen pflegten. Diese Tradition wird auch in der arabischen Dichtung erwähnt, so zum Beispiel bei Dscharir ibn Atiyya (gestorben 728 oder 729), der die Steinigung des Grabes von al-Farazdaq fordert, ebenso wie das Grab Abū Righāls gesteinigt wurde.
Gelegentlich wird Abū Righāls auch als Stammvater der Thaqīf von Ta'if identifiziert. Diese Aussage wurde jedoch der Legende erst später hinzugefügt.